# Lijst van eerste vrouwelijke artsen per land
Dit is een lijst met de eerste gekwalificeerde vrouwelijke artsen die in elk land hebben gewerkt, voor zover bekend. In veel, zo niet alle, samenlevingen waren vrouwen al sinds de oudheid betrokken bij medische zorg. Toch sloten moderne onderwijssystemen en medische beroepsregisters vrouwen vaak uit. Deze lijst vermeldt de eerste vrouwen die als arts afstudeerden binnen het formele geneeskundeonderwijs van hun (moderne) land.

## Afrika
| Land                 | Arts                                                | Jaar geneeskundediploma | Start praktiserend arts |
| -------------------- | --------------------------------------------------- | ----------------------- | ----------------------- |
| Algerije             | Aldjia Noureddine-Benallègue                        | 1946                    | 1946                    |
| Angola               | Melba Dias Costa                                    |                         | 1950                    |
| Benin                | Solange Faladé                                      | 1955                    |                         |
| Botswana             | Nolwandle Nozipo Mashalaba                          |                         | 1965                    |
| Burkina Faso         | Bibiane Kone                                        |                         |                         |
| Burundi              | Marcelline Ntakibirora                              | 1982                    | 1983                    |
| Kameroen             | Gladys Ejomi                                        | 1962                    |                         |
| Kaapverdië           | Maria Francisca de Oliveira Sousa                   |                         |                         |
| Tsjaad               | Grace Kodindo                                       |                         | 1977                    |
| Comoren              | Zaitouni Abdou                                      |                         |                         |
| Congo-Kinshasa       | Louise Celia Fleming                                | 1895                    | 1895                    |
| Egypte               | Hilana Sedarous                                     | 1930                    | 1930                    |
| Equatoriaal-Guinea   | Margarita Roka Elobo                                |                         |                         |
| Swaziland            | Fanny Friedman                                      |                         |                         |
| Ethiopië             | Widad Kidanemariam                                  |                         | ca. 1960s               |
| Gambia               | Kinneh Sogur                                        | 2007                    |                         |
| Ghana                | Susan Ofori-Atta                                    | 1949                    | 1949                    |
| Ivoorkust            | Christiane Welffens-Ekra                            |                         | ca. 1975                |
| Kenia                | Mary de Sousa                                       |                         | 1919                    |
| Lesotho              | Bertha Hardegger (geboren in Zwitserland)           |                         | 1937                    |
| Liberia              | Florence Gbeye D. McClain                           |                         | 1962                    |
| Libië                | Younes Qwaider                                      | 1969                    |                         |
| Madagaskar           | Marthe Ramiaramanana-Ralivao                        | 1950                    |                         |
| Malawi               | Vida Mungwira (in het toenmalige Nyasaland)         | 1961                    | 1962                    |
| Mali                 | Diaka Diawara Sacko                                 |                         |                         |
| Mauritanië           | Nusaiba Abdel-Qader en Meimouna mint Mohamed Lemine | 2015                    | 2015                    |
| Mauritius            | Sajeda Vayid                                        | 1965                    |                         |
| Marokko              | Françoise Legey (geboren in Frankrijk)              | 1900                    | 1909                    |
| Namibië              | Libertina Amathila                                  | 1969                    | 1969                    |
| Nigeria              | Elizabeth Abimbola Awoliyi                          | 1938                    | 1938                    |
| Congo-Brazzaville    | Yvonne Obenga                                       |                         | ca. 1970s               |
| Sao Tomé en Principe | Julieta da Graça do Espírito Santo                  |                         | 1955                    |
| Senegal              | Marie-Thérèse Basse                                 | 1957                    | 1958                    |
| Seychellen           | Hilda Stevenson-Delhomme                            |                         | 1939                    |
| Sierra Leone         | Irene Ighodaro                                      | 1945                    |                         |
| Somalië              | Hawa Abdi                                           | 1971                    | 1971                    |
| Zuid-Afrika          | Jane Elizabeth Waterston                            | 1880                    |                         |
| Soedan               | Khalida Zahir                                       | 1952                    | 1952                    |
| Soedan               | Zaroui Sarkissian                                   | 1952                    |                         |
| Tanzania             | Esther Mwaikambo                                    | 1969                    | 1969                    |
| Tunesië              | Tewhida Ben Sheikh                                  | 1936                    | 1936                    |
| Oeganda              | Josephine Nambooze                                  | 1959                    | 1962                    |
| Zambia               | Elwyn Chomba                                        | 1973                    |                         |
| Zimbabwe             | Madeline Nyamwanza-Makonese                         | 1970                    | 1970                    |

## Amerika
| Land                   | Arts                                      | Jaar geneeskundediploma | Start praktiserend arts |
| ---------------------- | ----------------------------------------- | ----------------------- | ----------------------- |
| Antigua en Barbuda     | Ruby Lake-Richards                        | 1954                    | 1954                    |
| Argentinië             | Cecilia Grierson                          | 1889                    | 1889                    |
| Bahama's               | Merceline Dahl-Regis                      | ca. 1960s               |                         |
| Bolivia                | Amelia Chopitea Villa                     | 1926                    | 1929                    |
| Brazilië               | Marie Durocher                            | 1834                    | 1834                    |
| Canada                 | Emily Stowe                               | 1867 1875               | 1867 1875               |
| Canada                 | Jennie Kidd Trout                         | 1875                    | 1875                    |
| Chili                  | Eloísa Díaz                               | 1886                    | 1887                    |
| Colombia               | Ana Galvis Hotz                           | 1877                    | 1877                    |
| Costa Rica             | Anita Figueredo (woonde in de V.S.)       | 1936                    |                         |
| Cuba                   | Laura Martínez de Carvajal                | 1889                    | 1889                    |
| Dominicaanse Republiek | Sarah Loguen Fraser                       |                         | 1884                    |
| Ecuador                | Matilde Hidalgo                           | 1921                    | 1921                    |
| El Salvador            | Estela Gavidia                            | 1945                    | 1945                    |
| Guatemala              | Maria Isabel Escobar                      | 1942                    | 1946                    |
| Guyana                 | Asin Ho A Shoo (Hoashoo)                  | 1912                    | 1912                    |
| Haïti                  | Yvonne Sylvain                            | 1940                    | 1940                    |
| Honduras               | Martha Raudales de Midence                | 1947                    | 1947                    |
| Jamaica                | Cicely Williams                           | 1923                    | 1923                    |
| Mexico                 | Matilde Montoya                           | 1887                    | 1887                    |
| Nicaragua              | Concepción Palacios Herrera               | 1927                    | 1928                    |
| Panama                 | Lidia Gertrudis Sogandares                | 1934                    | 1936                    |
| Paraguay               | Gabriela Valenzuela en Froilana Mereles   | 1924                    |                         |
| Peru                   | Laura Esther Rodriguez Dulanto            | 1899                    | 1900                    |
| Saint Kitts en Nevis   | Jean Lenore Harney                        |                         |                         |
| Saint Lucia            | Betty Bennet Wells                        | 1939                    |                         |
| Suriname               | Sophie Redmond                            | 1935                    | 1935                    |
| Trinidad en Tobago     | Stella Abidh                              | 1930                    |                         |
| Verenigde Staten       | Elizabeth Blackwell (geboren in Engeland) | 1849                    | 1851                    |
| Uruguay                | Paulina Luisi                             | 1908                    | 1909                    |
| Venezuela              | Lya Imber                                 | 1936                    | 1936                    |

## Azië
| Land                         | Arts                                   | Jaar geneeskundediploma | Start praktiserend arts |
| ---------------------------- | -------------------------------------- | ----------------------- | ----------------------- |
| Afghanistan                  | Maghul M. Ali                          | 1957                    | 1957                    |
| Azerbeidzjan                 | Sona Valikhan                          | 1908                    | 1908                    |
| Bahrein                      | Sadeeqa Ali Al-Awadi                   | 1969                    |                         |
| Bangladesh                   | Zohra Begum Kazi                       | 1935                    |                         |
| Brunei                       | Datin Paduka Dr Hjh Intan              |                         |                         |
| Cambodja                     | Kek Galabru                            | 1968                    | 1968                    |
| China                        | Kin Yamei                              | 1885                    | 1885                    |
| India                        | Anandi Joshi / Kadambini Ganguly       | 1886                    |                         |
| Indonesië                    | Marie Thomas                           | 1912                    | 1922                    |
| Iran                         | Sakineh Peri                           |                         | 1934                    |
| Irak                         | Anna Sethian                           |                         | 1922                    |
| Japan                        | Ogino Ginko                            | 1882                    | 1885                    |
| Jordanië                     | Nirmen Totanji                         | 1953                    | 1953                    |
| Zuid-Korea                   | Esther Park (Kim Jeom-dong)            | 1900                    | 1900                    |
| Kirgizië                     | Kakish Ryskulovna Ryskulova            | 1944                    | 1944                    |
| Koeweit                      | Eleanor Calverley (geboren in de V.S.) | 1908                    | 1911                    |
| Libanon                      | Anisa Saiba                            | ca. 1890                | ca. 1890                |
| Maleisië                     | Salma Ismail                           | 1947                    | 1947                    |
| Mongolië                     | V. Ichinkhorloo                        | 1947                    |                         |
| Myanmar                      | Daw Saw Sa                             | 1912                    |                         |
| Nepal                        | Jamila Sen                             | 1897                    | 1899                    |
| Oman                         | Zakiyyah Bint Salem Bin Seif Al Me'man | 1944                    |                         |
| Pakistan                     | Khabzam Iqbal                          | ca. 1983                |                         |
| Filipijnen                   | Honoria Acosta-Sison                   | 1909                    | 1909                    |
| Saoedi-Arabië                | Nawal Jamal Al-Lail                    |                         |                         |
| Singapore                    | Lee Choo Neo                           | 1919                    | 1919                    |
| Sri Lanka                    | May Ratnayake                          | 1916                    | 1916                    |
| Syrië                        | Sabat Islambouli                       | 1890                    | 1890                    |
| Taiwan                       | Tsai Ah-hsin                           | 1921                    | 1925                    |
| Tadzjikistan                 | Sofya Khafizovna Khakimova             | 1943                    | 1943                    |
| Thailand                     | Margaret Lin Xavier                    | 1924                    | 1924                    |
| Verenigde Arabische Emiraten | Zulekha Daoud                          |                         | 1963                    |
| Oezbekistan                  | Zulfiya Ibragimovna Umidova            | 1922                    | 1922                    |
| Vietnam                      | Henriette Bùi Quang Chiêu              | 1934                    |                         |
| Jemen                        | Claudie Fayein (geboren in Frankrijk)  |                         | 1955                    |

## Europa
| Land                  | Arts                                      | Jaar geneeskundediploma                    | Start praktiserend arts |
| --------------------- | ----------------------------------------- | ------------------------------------------ | ----------------------- |
| Albanië               | Xhanfize Frashëri                         |                                            | 1937                    |
| Armenië               | Vergine G. Mikaelyan                      | 1927                                       |                         |
| Oostenrijk            | Gabriele Possanner                        | 1897                                       | 1897                    |
| Wit-Rusland           | Salome Regina Rusetskaya                  |                                            |                         |
| België                | Isala Van Diest                           | 1879                                       | 1879                    |
| Bosnië en Herzegovina | Teodora Krajewska                         |                                            | ca. 1897                |
| Bulgarije             | Anastasia Golovina                        | 1878                                       | 1878                    |
| Kroatië               | Karola Maier Milobar                      | 1900                                       | 1906                    |
| Cyprus                | Maria Michaelides                         | 1927                                       | 1927                    |
| Tsjechië              | Anna Honzáková                            | 1902                                       | 1902                    |
| Denemarken            | Nielsine Nielsen                          | 1886                                       | 1889                    |
| Estland               | Selma Feldbach                            | 1904                                       |                         |
| Finland               | Rosina Heikel                             | 1878                                       | 1878                    |
| Frankrijk             | Madeleine Brès                            | 1875                                       | 1875                    |
| Georgië               | Pelagia Natsvlishvili                     | 1878                                       | 1878                    |
| Duitsland             | Dorothea Erxleben                         | 1754                                       | 1754                    |
| Griekenland           | Maria Kalapothakes                        | 1894                                       | 1894                    |
| Hongarije             | Vilma Hugonnai                            | 1879                                       | 1897                    |
| IJsland               | Kristín Ólafsdóttir                       | 1917                                       |                         |
| Ierland               | Eleanora Fleury                           | 1890                                       | 1890                    |
| Italië                | Dorotea Bucca                             | vóór 1390                                  | vóór 1390               |
| Kazachstan            | Gulsum Asfendiyarova en Zeinep Sadykovna. | 1908                                       |                         |
| Letland               | Marija Vecrumba                           | 1911                                       | 1911                    |
| Litouwen              | Barbora Burbaitė-Eidukevičienė            | 1892                                       | 1900                    |
| Luxemburg             | Louise Welter                             | 1924                                       | 1924                    |
| Malta                 | Blanche Huber                             | 1925                                       | 1925                    |
| Moldavië              | Maria Baltaga-Savitski                    | 1879                                       |                         |
| Montenegro            | Divna Veković                             | 1940s                                      | 1940s                   |
| Nederland             | Aletta Jacobs                             | 1879                                       | 1879                    |
| Noord-Macedonië       | Suncica Apostolova                        | 1953                                       |                         |
| Noorwegen             | Marie Spångberg Holth                     | 1893                                       | 1893                    |
| Polen                 | Anna Tomaszewicz-Dobrska                  | 1877                                       | 1877                    |
| Portugal              | Elisa Augusta da Conceição Andrade        | 1889                                       | 1889                    |
| Roemenië              | Maria Cuțarida-Crătunescu                 | 1884                                       | 1891                    |
| Rusland               | Nadezhda Suslova                          | 1867                                       | 1868                    |
| Servië                | Draga Ljočić                              | 1879                                       | 1881                    |
| Slowakije             | Mária Bellová                             | 1910                                       |                         |
| Slovenië              | Eleonora Jenko Groyer                     | 1907                                       |                         |
| Spanje                | Dolors Aleu i Riera                       | 1879                                       | 1882                    |
| Zweden                | Lovisa Åhrberg                            | Nooit geschoold: gecertificeerd jaren 1850 | 1840                    |
| Zwitserland           | Marie Heim-Vögtlin                        | 1874                                       | 1874                    |
| Turkije               | Safiye Ali                                |                                            | 1922                    |
| Oekraïne              | Sofia Okunevska                           | 1894                                       | 1897                    |
| Verenigd Koninkrijk   | Elizabeth Garrett Anderson                | 1862                                       | 1865                    |

## Oceanië
| Land                | Arts                                                         | Jaar geneeskundediploma | Start praktiserend arts |
| ------------------- | ------------------------------------------------------------ | ----------------------- | ----------------------- |
| Australië           | Constance Stone                                              |                         | 1890                    |
| Fiji                | Kanta Madovji                                                | 1968                    |                         |
| Kiribati            | Terenganuea Taaram (destijds de Gilbert- en Ellice-eilanden) |                         | vóór 1974               |
| Micronesië          | Ulai Otobed                                                  | 1965                    |                         |
| Nieuw-Zeeland       | Emily Siedeberg                                              | 1896                    | 1905                    |
| Papoea-Nieuw-Guinea | Joan Refshauge                                               |                         | 1947                    |
| Samoa               | Viopapa Annandale-Atherton                                   | 1964                    |                         |
| Salomonseilanden    | Junilyn Pikacha                                              | 1978                    | 1981                    |
| Tonga               | 'Akanesi Makakaufaki                                         | 1976                    |                         |
| Tuvalu              | Nese Ituaso-Conway                                           |                         | 1999                    |
| Tuvalu              | Miliama Simeona                                              |                         | 1999                    |